# Morinda (plante)
Genre
Morinda est un genre de plantes à fleurs de la famille des Rubiaceae.
Il en existe environ 80 espèces réparties dans toutes les régions tropicales du monde. Elles se présentent sous forme d'arbres, de lianes et d'arbustes.

## Liste d'espèces
Selon World Checklist of Selected Plant Families (WCSP) (2 avr. 2011) :
- Morinda ammitia Halford & A.J.Ford (2004)
- Morinda angolensis (R.D.Good) F.White (1962)
- Morinda angustifolia Roxb. (1815)
- Morinda artensis Montrouz., Mém. Acad. Roy. Sci. Lyon (1860)
- Morinda asperula Standl., Publ. Field Mus. Nat. Hist. (1940)
- Morinda asteroscepa K.Schum. (1904)
- Morinda aurantiaca (K.Krause) Steyerm. (1972)
- Morinda badia Y.Z.Ruan (1999)
- Morinda bartlingii Elmer (1912)
- Morinda batesii Wernham (1919)
- Morinda billardierei Baill. (1879)
- Morinda brachycalyx (Bremek.) Steyerm. (1972)
- Morinda brevipes S.Y.Hu (1951)
- Morinda buchii Urb. (1899)
- Morinda bucidifolia A.Gray (1860)
- Morinda calciphila K.M.Wong (1984)
- Morinda callicarpifolia Y.Z.Ruan (1999)
- Morinda calycina (Benth.) Steyerm. (1972)
- Morinda candollei (Montrouz.) Beauvis. (1901)
- Morinda canthoides (F.Muell.) Halford & R.J.F.Hend. (2000)
- Morinda celebica Miq. (1857)
- Morinda cinnamomea Craib (1932)
- Morinda cinnamomifoliata Y.Z.Ruan (1999)
- Morinda citrifolia L. (1753)
- Morinda citrina Y.Z.Ruan (1999)
- Morinda cochinchinensis DC. (1830)
- Morinda collina Schltr. (1906)
- Morinda constipata Halford & A.J.Ford (2009)
- Morinda coreia Buch.-Ham. (1822)
- Morinda coriacea Merr. (1920 publ. 1921)
- Morinda corneri K.M.Wong (1984)
- Morinda costata Merr. & L.M.Perry (1945)
- Morinda debilis (Sandwith) Steyerm. (1972)
- Morinda decipiens Schltr. (1906)
- Morinda deplanchei (Hook.f.) Baill. ex K.Schum. (1891)
- Morinda elliptifolia Quisumb. & Merr. (1928)
- Morinda elmeri Merr. (1929)
- Morinda fasciculata Benth. (1844)
- Morinda ferruginea A.Rich. (1850)
- Morinda geminata DC. (1830)
- Morinda gjellerupii Valeton (1927)
- Morinda glaucescens Schltr. (1906)
- Morinda glomerata (Blume) Miq. (1857)
- Morinda grayi Seem. (1866)
- Morinda guatemalensis (Donn.Sm.) Steyerm. (1972)
- Morinda hainanensis Merr. & How (1940)
- Morinda hirtella Merr. & L.M.Perry (1945)
- Morinda hispida K.M.Wong (1987)
- Morinda hoffmannioides Standl., Publ. Field Mus. Nat. Hist. (1940)
- Morinda hollrungiana Valeton (1927)
- Morinda howiana S.Y.Hu (1951)
- Morinda hupehensis S.Y.Hu (1951)
- Morinda hypotephra F.Muell. (July 1889)
- Morinda jackiana Korth. (1851)
- Morinda jasminoides A.Cunn. (1834)
- Morinda kanalensis Baill. ex Guillaumin (1930)
- Morinda lacunosa King & Gamble, J. Asiat. Soc. Bengal, Pt. 2 (1904)
- Morinda lastelliana Baill. (1879)
- Morinda latibractea Valeton (1930)
- Morinda leiantha Kurz, J. Asiat. Soc. Bengal, Pt. 2 (1872)
- Morinda leparensis Valeton (1913)
- Morinda leptocalama Wernham (1918)
- Morinda litseifolia Y.Z.Ruan (1999)
- Morinda longiflora G.Don (1834)
- Morinda longifolia Craib (1932)
- Morinda longiloba (Steyerm.) Steyerm. (1972)
- Morinda longipedunculata Steyerm. (1988)
- Morinda longipetiolata Steyerm. (1988)
- Morinda longissima Y.Z.Ruan (1999)
- Morinda lucida Benth. (1849)
- Morinda micrantha Valeton (1927)
- Morinda microcephala Bartl. ex DC. (1830)
- Morinda moaensis Alain (1959)
- Morinda mollis A.Gray (1860)
- Morinda montana J.T.Johanss. (1994)
- Morinda morindoides (Baker) Milne-Redh. (1947)
- Morinda myrtifolia A.Gray (1860)
- Morinda nana Craib (1932)
- Morinda nanlingensis Y.Z.Ruan (1999)
- Morinda neocaledonica (S.Moore) Guillaumin (1930)
- Morinda nitida Merr. (1920 publ. 1921)
- Morinda oblongifolia Valeton (1927)
- Morinda odontocalyx (Sandwith) Steyerm. (1972)
- Morinda officinalis F.C.How (1958)
- Morinda oligocephala Merr. & L.M.Perry (1945)
- Morinda panamensis Seem. (1854)
- Morinda pandurifolia Kuntze (1891)
- Morinda parvifolia Bartl. ex DC. (1830)
- Morinda peduncularis Kunth (1819)
- Morinda pedunculata Valeton (1930)
- Morinda persicifolia Buch.-Ham. (1822)
- Morinda philippinensis Elmer (1911)
- Morinda phyllireoides Labill. (1825)
- Morinda piperiformis Miq. (1869)
- Morinda platyphylla Merr., Philipp. J. Sci. (1916)
- Morinda podistra Halford & A.J.Ford (2004)
- Morinda polyneura Miq. (1857)
- Morinda pubiofficinalis Y.Z.Ruan (1999)
- Morinda pumila Craib (1932)
- Morinda reticulata Benth. (1867)
- Morinda retropila Halford & A.J.Ford (2009)
- Morinda retusa Poir. (1797)
- Morinda ridleyi (King & Gamble) Ridl. (1923)
- Morinda rigida Miq. (1857)
- Morinda rosiflora Y.Z.Ruan (1999)
- Morinda royoc L. (1753)
- Morinda rugulosa Y.Z.Ruan (1999)
- Morinda sarmentosa Blume (1826)
- Morinda scabrida Craib (1832)
- Morinda scabrifolia Y.Z.Ruan (1999)
- Morinda schultzei Valeton (1927)
- Morinda scortechinii (King & Gamble) Ridl. (1923)
- Morinda sessiliflora Bertol. (1827)
- Morinda siebertii (Standl.) Steyerm. (1972)
- Morinda sparsiflora (Steyerm.) Steyerm. (1972)
- Morinda subcaudata Valeton (1927)
- Morinda surinamensis (Bremek.) Steyerm. (1972)
- Morinda tenuiflora (Benth.) Steyerm. (1972)
- Morinda titanophylla E.M.A.Petit (1962)
- Morinda triandra S.Moore (1923)
- Morinda trimera Hillebr. (1888)
- Morinda triphylla (Ducke) Steyerm. (1972)
- Morinda truncata J.T.Johanss. (1994)
- Morinda turbacensis Kunth (1819)
- Morinda umbellata L. (1753)
- Morinda undulata Y.Z.Ruan (1999)
- Morinda villosa Hook.f. (1880)
- Morinda waikapuensis H.St.John (1979 publ. 1980)
- Morinda wallichii Kurz, J. Asiat. Soc. Bengal, Pt. 2 (1872)
- Morinda yucatanensis Greenm., Publ. Field Mus. Nat. Hist. (1907)

## Liste des espèces et variétés
Selon NCBI (2 avr. 2011) :
- Morinda ammitia
- Morinda angustifolia
- Morinda buchii
- Morinda bucidifolia
- Morinda candollei
- Morinda canthoides
- Morinda celebica
- Morinda citrifolia
  - variété Morinda citrifolia var. bracteata
  - variété Morinda citrifolia var. citrifolia
  - variété Morinda citrifolia var. potteri
- Morinda collina
- Morinda coreia
- Morinda deplanchei
- Morinda elliptica
- Morinda geminata
- Morinda glaucescens
- Morinda grayi
- Morinda jasminoides
- Morinda latibracteata
- Morinda longiflora
- Morinda lucida
- Morinda moaensis
- Morinda mollis
- Morinda morindoides
- Morinda myrtifolia
- Morinda neocaledonica
- Morinda officinalis
- Morinda parvifolia
- Morinda pedunculata
- Morinda podistra
- Morinda reticulata
- Morinda retusa
- Morinda royoc
- Morinda scabrida
- Morinda seibertii
- Morinda shuanghuaensis
- Morinda titanophylla
- Morinda umbellata
- Morinda sp. 1 SGR-2009
- Morinda sp. 2 SGR-2009
- Morinda sp. 3 SGR-2009
- Morinda sp. 4 SGR-2009
- Morinda sp. 5 SGR-2009
- Morinda sp. 6 SGR-2009
- Morinda sp. 7 SGR-2009
- Morinda sp. 8 SGR-2009
- Morinda sp. 9 SGR-2009
- Morinda sp. SH-2010
- Morinda sp. Wood 7717